# 石川郡 (石川縣)
石川郡（日语：／ Ishikawa gun */?）為過去位於日本石川縣南部的郡；已於2011年因無所屬町村而消失。
在1879年實施郡區町村編制法時的轄區大致位於相當於淺野川和手取川之間，包括現在的金澤市南部地區、白山市除南部部分山區外的大部分地區、以及野野市市的全部地區。

## 歷史
過去在令制國時代最初屬於越前國加賀郡，直到9世紀後才被劃入新設立的加賀國，接著加賀郡又以淺野川為界，將淺野川以南的區域劃出新設立為河南郡，而後在稍微調整轄區後又更名為石川郡。
約11世紀開始統治加賀國南部的富樫氏長期以此地南部現在的野野市市位置為據點，15世紀後更一度成為加賀國守護，直到16世紀被加賀一向一揆滅亡後，實際掌控一向一揆的本願寺決定在淺野川以南與犀川之間的台地建立新的據點「尾山御坊」，成為加賀國此後的政治中心，在17世紀江戶時代前田利家入主加賀國建立加賀藩後，尾山御坊後來也被更名為金澤城，本地更成為領有加賀國、能登國、越中國合計超過百萬石大領地的政治中心。
在江戶時代石川郡全部區域都成為加賀藩前田氏的領地，1871年實施廢藩置縣後改隸屬金澤縣，金澤縣又在隔年更名為石川縣。
1878年石川縣實施郡區町村編製法時，正式設置近代的行政區劃「石川郡」，同時金澤城周邊區域被劃出另設立為金澤區（1889年改制為金澤市），石川郡的郡役所則是設在松任東一番町（位於現在的白山市）。

### 沿革

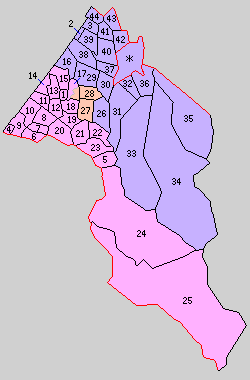
1889年石川郡轄下的行政區劃：
1.松任町、2.上金石町、3.下金石町、4.美川町、5.鶴來町、6.比樂島村、7.福留村、8.柏野村、9.蝶屋村、10.笠間村、11.笠島村、12.一木村、13.出城村、14.御手洗村、15.旭村、16.安原村、17.鄉村、18.中奧村、19.林中村、20.山島村、21.館畑村、22.林村、23.藏山村、24.河內村、25.吉野谷村、26.額村、27.富奧村、28.野野市村、29.押野村、30.三馬村、31.富樫村、32.野村、33.內川村、34.犀川村、35.湯涌谷村、36.崎浦村、37.米丸村、38.二塚村、39.大野村、40.戶板村、41.鞍月村、42.弓取村、43.潟津村、44.粟崎村
（紫色：現屬金澤市、桃色：現屬白山市、橙色：現屬野市市、＊為當時的金澤市）

- 1889年4月1日：實施町村制，石川郡下設：松任町、上金石町（日语：金石町）、下金石町（日语：大野町 (石川県)）、美川町（日语：美川町 (石川県)）、鶴來町（日语：鶴来町）、比樂島村（日语：比楽島村）、福留村（日语：福留村）、柏野村（日语：柏野村）、蝶屋村（日语：蝶屋村）、笠間村（日语：笠間村）、笠島村（日语：宮保村）、一木村（日语：一木村）、出城村（日语：出城村）、御手洗村（日语：御手洗村）、旭村（日语：旭村 (石川県)）、安原村（日语：安原村 (石川県)）、鄉村（日语：郷村 (石川県)）、中奧村（日语：中奥村）、林中村（日语：林中村 (石川県)）、山島村（日语：山島村）、館畑村（日语：舘畑村）、林村（日语：林村 (石川県)）、藏山村（日语：蔵山村）、河內村（日语：河内村 (石川県)）、吉野谷村（日语：吉野谷村）、額村（日语：額村）、富奧村（日语：富奥村）、野野市村、押野村（日语：押野村）、三馬村（日语：三馬村）、富樫村（日语：富樫村）、野村（日语：野村 (石川県)）、內川村（日语：内川村 (石川県)）、犀川村（日语：犀川村）、湯涌谷村（日语：湯涌谷村）、崎浦村（日语：崎浦村）、米丸村（日语：米丸村）、二塚村（日语：二塚村 (石川県)）、大野村（日语：大野村 (石川県)）、戶板村（日语：戸板村）、鞍月村（日语：鞍月村）、弓取村（日语：弓取村）、潟津村（日语：潟津村）、粟崎村（日语：粟崎村）。（5町39村）
- 1891年7月1日：實施郡制（日语：郡制），郡役所設於松任町。
- 1891年11月21日：
  - 能美郡砂川村（日语：砂川村）的出合島地區被併入比樂島村。
  - 湯涌谷村的館地區被併入崎浦村。
- 1898年5月12日：下金石町更名為大野町（日语：大野町 (石川県)）。
- 1899年3月17日：笠島村更名為宮保村（日语：宮保村）。
- 1920年6月1日：上金石町更名為金石町（日语：金石町）。
- 1923年4月1日：廢除郡會和郡參事會。
- 1924年7月1日：野野市村改制為野野市町。（6町38村）
- 1925年4月1日：野村被併入金澤市。（6町37村）
- 1925年4月10日：弓取村被併入金澤市。（6町36村）
- 1926年7月1日：廢除郡役所，此後郡不再作為行政區劃，只作為地名的表示。
- 1934年7月15日：比樂島村和福留村合併為石川村（日语：石川村 (石川県)）。（6町35村）
- 1935年12月16日：富樫村、潟津村、米丸村、鞍月村、粟崎村、大野町被併入金澤市。（5町30村）
- 1936年4月1日：崎浦村和三馬村被併入金澤市。（5町28村）
- 1943年10月1日：戶板村被併入金澤市。（5町27村）
- 1943年12月1日：金石町、二塚村、大野村被併入金澤市。（4町25村）
- 1949年6月1日：能美郡白峰村（日语：白峰村）、尾口村（日语：尾口村）、鳥越村（日语：鳥越村）改隸屬石川郡。（4町28村）
- 1951年4月1日：河內村的石切小原、八幡、三宮、白山、中島地區被分出設立為一之宮村（日语：一ノ宮村 (石川県石川郡)）。[5]（4町29村）
- 1951年8月25日：旭村的相木地區被併入松任町。
- 1954年7月1日：犀川村、內川村、湯涌谷村、安原村、額村被併入金澤市。（4町24村）
- 1954年11月1日：
  - 美川町、蝶屋村和能美郡湊村（日语：湊村 (石川県)）合併為美川町（日语：美川町 (石川県)）[5]，隸屬石川郡。（4町23村）
  - 鶴來町、林村、藏山村、一之宮村、館畑村合併為新設立的鶴來町（日语：鶴来町）。[5]（4町19村）
- 1954年11月3日：松任町、石川村、柏野村、笠間村、宮保村、一木村、出城村、御手洗村、旭村、中奧村、林中村合併為新設立的松任町。[5]（4町9村）
- 1955年4月1日：野野市町和富奧村合併為新設立的野野市町。[6]（4町8村）
- 1956年1月1日：押野村被併入金澤市。（4町7村）
- 1956年9月30日：鄉村被廢除，轄區分別被併入松任町和野野市町。[5][6]（4町6村）
- 1957年1月1日：山島村被併入松任町。[5]（4町5村）
- 1957年4月10日：金澤市的部分地區被併入野野市町。[6]
- 1970年10月10日：松任町改制為松任市[5]，並脫離石川郡。（3町5村）
- 2005年2月1日：美川町、鶴來町、河內村、吉野谷村、鳥越村、尾口村、白峰村和松任市合併為白山市[5]，並脫離石川郡。（1町）
- 2011年11月11日：野野市町改制為野野市市；同時石川郡因無所屬町村而消失。

### 變遷表
| 1889年4月1日 | 1889年 - 1912年                 | 1912年 - 1944年                 | 1912年 - 1944年                 | 1945年 - 1954年             | 1945年 - 1954年             | 1955年 - 1989年             | 1955年 - 1989年             | 1989年 - 現在                 | 現在                          |
| ------------ | ------------------------------- | ------------------------------- | ------------------------------- | --------------------------- | --------------------------- | --------------------------- | --------------------------- | ----------------------------- | ----------------------------- |
| 金澤市       | 金澤市                          | 金澤市                          | 金澤市                          | 金澤市                      | 金澤市                      | 金澤市                      | 金澤市                      | 金澤市                        | 金澤市                        |
| 野村         | 野村                            | 1925年4月1日 併入金澤市         | 金澤市                          | 金澤市                      | 金澤市                      | 金澤市                      | 金澤市                      | 金澤市                        | 金澤市                        |
| 弓取村       | 弓取村                          | 1925年4月10日 併入金澤市        | 金澤市                          | 金澤市                      | 金澤市                      | 金澤市                      | 金澤市                      | 金澤市                        | 金澤市                        |
| 下金石町     | 1898年5月12日 更名為大野町      | 1898年5月12日 更名為大野町      | 1935年12月16日 併入金澤市       | 金澤市                      | 金澤市                      | 金澤市                      | 金澤市                      | 金澤市                        | 金澤市                        |
| 富樫村       |                                 |                                 | 1935年12月16日 併入金澤市       | 金澤市                      | 金澤市                      | 金澤市                      | 金澤市                      | 金澤市                        | 金澤市                        |
| 米丸村       |                                 |                                 | 1935年12月16日 併入金澤市       | 金澤市                      | 金澤市                      | 金澤市                      | 金澤市                      | 金澤市                        | 金澤市                        |
| 鞍月村       |                                 |                                 | 1935年12月16日 併入金澤市       | 金澤市                      | 金澤市                      | 金澤市                      | 金澤市                      | 金澤市                        | 金澤市                        |
| 潟津村       |                                 |                                 | 1935年12月16日 併入金澤市       | 金澤市                      | 金澤市                      | 金澤市                      | 金澤市                      | 金澤市                        | 金澤市                        |
| 粟崎村       |                                 |                                 | 1935年12月16日 併入金澤市       | 金澤市                      | 金澤市                      | 金澤市                      | 金澤市                      | 金澤市                        | 金澤市                        |
| 三馬村       | 三馬村                          | 三馬村                          | 1936年4月1日 併入金澤市         | 金澤市                      | 金澤市                      | 金澤市                      | 金澤市                      | 金澤市                        | 金澤市                        |
| 崎浦村       |                                 |                                 | 1936年4月1日 併入金澤市         | 金澤市                      | 金澤市                      | 金澤市                      | 金澤市                      | 金澤市                        | 金澤市                        |
| 戶板村       | 戶板村                          | 戶板村                          | 1943年10月1日 併入金澤市        | 金澤市                      | 金澤市                      | 金澤市                      | 金澤市                      | 金澤市                        | 金澤市                        |
| 上金石町     | 上金石町                        | 1920年6月1日 更名為金石町       | 1943年12月1日 併入金澤市        | 金澤市                      | 金澤市                      | 金澤市                      | 金澤市                      | 金澤市                        | 金澤市                        |
| 二塚村       |                                 |                                 | 1943年12月1日 併入金澤市        | 金澤市                      | 金澤市                      | 金澤市                      | 金澤市                      | 金澤市                        | 金澤市                        |
| 大野村       |                                 |                                 | 1943年12月1日 併入金澤市        | 金澤市                      | 金澤市                      | 金澤市                      | 金澤市                      | 金澤市                        | 金澤市                        |
| 安原村       | 安原村                          | 安原村                          | 安原村                          | 安原村                      | 1954年7月1日 併入金澤市     | 金澤市                      | 金澤市                      | 金澤市                        | 金澤市                        |
| 額村         |                                 |                                 |                                 |                             | 1954年7月1日 併入金澤市     | 金澤市                      | 金澤市                      | 金澤市                        | 金澤市                        |
| 內川村       |                                 |                                 |                                 |                             | 1954年7月1日 併入金澤市     | 金澤市                      | 金澤市                      | 金澤市                        | 金澤市                        |
| 犀川村       |                                 |                                 |                                 |                             | 1954年7月1日 併入金澤市     | 金澤市                      | 金澤市                      | 金澤市                        | 金澤市                        |
| 湯涌谷村     |                                 |                                 |                                 |                             | 1954年7月1日 併入金澤市     | 金澤市                      | 金澤市                      | 金澤市                        | 金澤市                        |
| 押野村       | 押野村                          | 押野村                          | 押野村                          | 押野村                      | 押野村                      | 1956年1月1日 併入金澤市     |                             |                               |                               |
| 押野村       | 押野村                          | 押野村                          | 押野村                          | 押野村                      | 押野村                      | 1956年1月1日 併入金澤市     | 1957年4月10日 併入野野市町  | 2011年11月11日 改制為野野市市 | 2011年11月11日 改制為野野市市 |
| 野野市村     | 野野市村                        | 1924年7月1日 改制為野野市町     | 1924年7月1日 改制為野野市町     | 1924年7月1日 改制為野野市町 | 1924年7月1日 改制為野野市町 | 1955年4月1日 合併為野野市町 | 野野市町                    | 2011年11月11日 改制為野野市市 | 2011年11月11日 改制為野野市市 |
| 富奧村       |                                 |                                 |                                 |                             |                             | 1955年4月1日 合併為野野市町 | 野野市町                    | 2011年11月11日 改制為野野市市 | 2011年11月11日 改制為野野市市 |
| 鄉村         | 鄉村                            | 鄉村                            | 鄉村                            | 鄉村                        | 鄉村                        | 1956年9月30日 併入野野市町  | 野野市町                    | 2011年11月11日 改制為野野市市 | 2011年11月11日 改制為野野市市 |
| 鄉村         | 鄉村                            | 鄉村                            | 鄉村                            | 鄉村                        | 鄉村                        | 1956年9月30日 併入松任町    | 1970年10月10日 改制為松任市 | 2005年2月1日 合併為白山市     | 2005年2月1日 合併為白山市     |
| 松任町       | 松任町                          | 松任町                          | 松任町                          | 松任町                      | 1954年11月3日 合併為松任町  | 1954年11月3日 合併為松任町  | 1970年10月10日 改制為松任市 | 2005年2月1日 合併為白山市     | 2005年2月1日 合併為白山市     |
| 比樂島村     | 比樂島村                        | 比樂島村                        | 1934年7月15日 合併為石川村      | 1934年7月15日 合併為石川村  | 1954年11月3日 合併為松任町  | 1954年11月3日 合併為松任町  | 1970年10月10日 改制為松任市 | 2005年2月1日 合併為白山市     | 2005年2月1日 合併為白山市     |
| 福留村       |                                 |                                 | 1934年7月15日 合併為石川村      | 1934年7月15日 合併為石川村  | 1954年11月3日 合併為松任町  | 1954年11月3日 合併為松任町  | 1970年10月10日 改制為松任市 | 2005年2月1日 合併為白山市     | 2005年2月1日 合併為白山市     |
| 柏野村       |                                 |                                 |                                 |                             | 1954年11月3日 合併為松任町  | 1954年11月3日 合併為松任町  | 1970年10月10日 改制為松任市 | 2005年2月1日 合併為白山市     | 2005年2月1日 合併為白山市     |
| 笠間村       |                                 |                                 |                                 |                             | 1954年11月3日 合併為松任町  | 1954年11月3日 合併為松任町  | 1970年10月10日 改制為松任市 | 2005年2月1日 合併為白山市     | 2005年2月1日 合併為白山市     |
| 笠島村       | 1899年3月17日 更名為宮保村      | 1899年3月17日 更名為宮保村      | 1899年3月17日 更名為宮保村      | 1899年3月17日 更名為宮保村  | 1954年11月3日 合併為松任町  | 1954年11月3日 合併為松任町  | 1970年10月10日 改制為松任市 | 2005年2月1日 合併為白山市     | 2005年2月1日 合併為白山市     |
| 一木村       |                                 |                                 |                                 |                             | 1954年11月3日 合併為松任町  | 1954年11月3日 合併為松任町  | 1970年10月10日 改制為松任市 | 2005年2月1日 合併為白山市     | 2005年2月1日 合併為白山市     |
| 出城村       |                                 |                                 |                                 |                             | 1954年11月3日 合併為松任町  | 1954年11月3日 合併為松任町  | 1970年10月10日 改制為松任市 | 2005年2月1日 合併為白山市     | 2005年2月1日 合併為白山市     |
| 御手洗村     |                                 |                                 |                                 |                             | 1954年11月3日 合併為松任町  | 1954年11月3日 合併為松任町  | 1970年10月10日 改制為松任市 | 2005年2月1日 合併為白山市     | 2005年2月1日 合併為白山市     |
| 旭村         |                                 |                                 |                                 |                             | 1954年11月3日 合併為松任町  | 1954年11月3日 合併為松任町  | 1970年10月10日 改制為松任市 | 2005年2月1日 合併為白山市     | 2005年2月1日 合併為白山市     |
| 中奧村       |                                 |                                 |                                 |                             | 1954年11月3日 合併為松任町  | 1954年11月3日 合併為松任町  | 1970年10月10日 改制為松任市 | 2005年2月1日 合併為白山市     | 2005年2月1日 合併為白山市     |
| 林中村       |                                 |                                 |                                 |                             | 1954年11月3日 合併為松任町  | 1954年11月3日 合併為松任町  | 1970年10月10日 改制為松任市 | 2005年2月1日 合併為白山市     | 2005年2月1日 合併為白山市     |
| 山島村       | 山島村                          | 山島村                          | 山島村                          | 山島村                      | 山島村                      | 1957年1月1日 併入松任町     | 1970年10月10日 改制為松任市 | 2005年2月1日 合併為白山市     | 2005年2月1日 合併為白山市     |
| 鶴來町       | 鶴來町                          | 鶴來町                          | 鶴來町                          | 鶴來町                      | 1954年11月1日 合併為鶴來町  | 1954年11月1日 合併為鶴來町  | 1954年11月1日 合併為鶴來町  | 2005年2月1日 合併為白山市     | 2005年2月1日 合併為白山市     |
| 館畑村       |                                 |                                 |                                 |                             | 1954年11月1日 合併為鶴來町  | 1954年11月1日 合併為鶴來町  | 1954年11月1日 合併為鶴來町  | 2005年2月1日 合併為白山市     | 2005年2月1日 合併為白山市     |
| 林村         |                                 |                                 |                                 |                             | 1954年11月1日 合併為鶴來町  | 1954年11月1日 合併為鶴來町  | 1954年11月1日 合併為鶴來町  | 2005年2月1日 合併為白山市     | 2005年2月1日 合併為白山市     |
| 藏山村       |                                 |                                 |                                 |                             | 1954年11月1日 合併為鶴來町  | 1954年11月1日 合併為鶴來町  | 1954年11月1日 合併為鶴來町  | 2005年2月1日 合併為白山市     | 2005年2月1日 合併為白山市     |
| 河內村       | 河內村                          | 河內村                          | 河內村                          | 1951年4月1日 一之宮村       | 1954年11月1日 合併為鶴來町  | 1954年11月1日 合併為鶴來町  | 1954年11月1日 合併為鶴來町  | 2005年2月1日 合併為白山市     | 2005年2月1日 合併為白山市     |
| 河內村       | 河內村                          | 河內村                          | 河內村                          | 河內村                      |                             |                             |                             | 2005年2月1日 合併為白山市     | 2005年2月1日 合併為白山市     |
| 吉野谷村     |                                 |                                 |                                 |                             |                             |                             |                             | 2005年2月1日 合併為白山市     | 2005年2月1日 合併為白山市     |
| 美川町       | 美川町                          | 美川町                          | 美川町                          | 美川町                      | 1954年11月1日 合併為美川町  | 1954年11月1日 合併為美川町  | 1954年11月1日 合併為美川町  | 2005年2月1日 合併為白山市     | 2005年2月1日 合併為白山市     |
| 蝶屋村       |                                 |                                 |                                 |                             | 1954年11月1日 合併為美川町  | 1954年11月1日 合併為美川町  | 1954年11月1日 合併為美川町  | 2005年2月1日 合併為白山市     | 2005年2月1日 合併為白山市     |
| 能美郡湊村   |                                 |                                 |                                 |                             | 1954年11月1日 合併為美川町  | 1954年11月1日 合併為美川町  | 1954年11月1日 合併為美川町  | 2005年2月1日 合併為白山市     | 2005年2月1日 合併為白山市     |
| 能美郡別宮村 | 1907年8月5日 合併為能美郡鳥越村 | 1907年8月5日 合併為能美郡鳥越村 | 1907年8月5日 合併為能美郡鳥越村 | 1949年6月1日 石川郡鳥越村   | 1949年6月1日 石川郡鳥越村   | 1949年6月1日 石川郡鳥越村   | 1949年6月1日 石川郡鳥越村   | 2005年2月1日 合併為白山市     | 2005年2月1日 合併為白山市     |
| 能美郡河野村 | 1907年8月5日 合併為能美郡鳥越村 | 1907年8月5日 合併為能美郡鳥越村 | 1907年8月5日 合併為能美郡鳥越村 | 1949年6月1日 石川郡鳥越村   | 1949年6月1日 石川郡鳥越村   | 1949年6月1日 石川郡鳥越村   | 1949年6月1日 石川郡鳥越村   | 2005年2月1日 合併為白山市     | 2005年2月1日 合併為白山市     |
| 能美郡吉原村 | 1907年8月5日 合併為能美郡鳥越村 | 1907年8月5日 合併為能美郡鳥越村 | 1907年8月5日 合併為能美郡鳥越村 | 1949年6月1日 石川郡鳥越村   | 1949年6月1日 石川郡鳥越村   | 1949年6月1日 石川郡鳥越村   | 1949年6月1日 石川郡鳥越村   | 2005年2月1日 合併為白山市     | 2005年2月1日 合併為白山市     |
| 能美郡尾口村 | 能美郡尾口村                    | 能美郡尾口村                    | 能美郡尾口村                    | 1949年6月1日 石川郡尾口村   | 1949年6月1日 石川郡尾口村   | 1949年6月1日 石川郡尾口村   | 1949年6月1日 石川郡尾口村   | 2005年2月1日 合併為白山市     | 2005年2月1日 合併為白山市     |
| 能美郡白峰村 | 能美郡白峰村                    | 能美郡白峰村                    | 能美郡白峰村                    | 1949年6月1日 石川郡白峰村   | 1949年6月1日 石川郡白峰村   | 1949年6月1日 石川郡白峰村   | 1949年6月1日 石川郡白峰村   | 2005年2月1日 合併為白山市     | 2005年2月1日 合併為白山市     |